# Arcatao
 (juillet 2019).
Si vous disposez d'ouvrages ou d'articles de référence ou si vous connaissez des sites web de qualité traitant du thème abordé ici, merci de compléter l'article en donnant les références utiles à sa vérifiabilité et en les liant à la section « Notes et références ».
Arcatao est une municipalité du département de Chalatenango au Salvador. Elle compte environ 2 990 habitants en 2007.

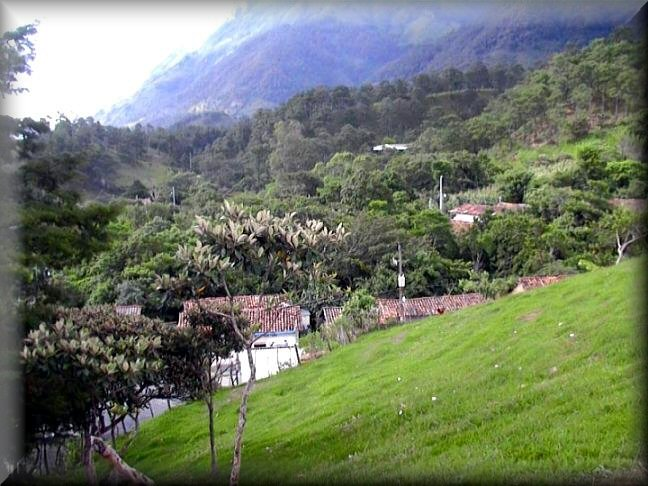

## Géographie
Arcatao se trouve à 32 km à l'est de Chalatenango, sur la frontière hondurienne, dans une petite vallée entre les monts La Cañada et Caracol.
Arcatao comprend les villages de Cerro Grande, Eramon, Las Vegas, Los Sitios, Teosinte et Los Filos. La commune est traversée par le fleuve Lempa ainsi que les rivières Sumpul, Zazalapa et Guayampoque

## Démographie
- 1992 : 800 hab.
- 2004 : 2 895 hab.
- 2007 : environ 2 990 hab.

## Personnalité liée à la commune
- Violeta Menjívar (en), ministre de la Santé du Salvador, est née à Arcatao en 1952.

## Jumelage
- Madison, États-Unis